# Chaunacops coloratus
Espèce
Synonymes
- Bathychaunax coloratus (Garman, 1899)[1]
- Chaunax coloratus Garman, 1899[1]

Statut de conservation UICN

 LC  : Préoccupation mineure
Chaunacops coloratus est une espèce de poissons abyssaux de la famille des Chaunacidae. 

## Systématique
L'espèce Chaunacops coloratus a été initialement décrite en 1899 par Samuel Garman sous le protonyme de Chaunax coloratus.
Alors que la majorité des sources (dont FishBase et le WoRMS) la range dans le genre Chaunacops, l’ITIS la classe sous le genre Bathychaunax sous le taxon Bathychaunax coloratus.

## Habitat et répartition
L’espèce vit dans la zone bathyale de l’océan Indien ainsi que d’une partie de l’océan Pacifique. Elle se rencontre entre 1 250 et 2 000 m de profondeur.

## Description
Chaunacops coloratus mesure jusqu'à 190 mm de longueur totale.

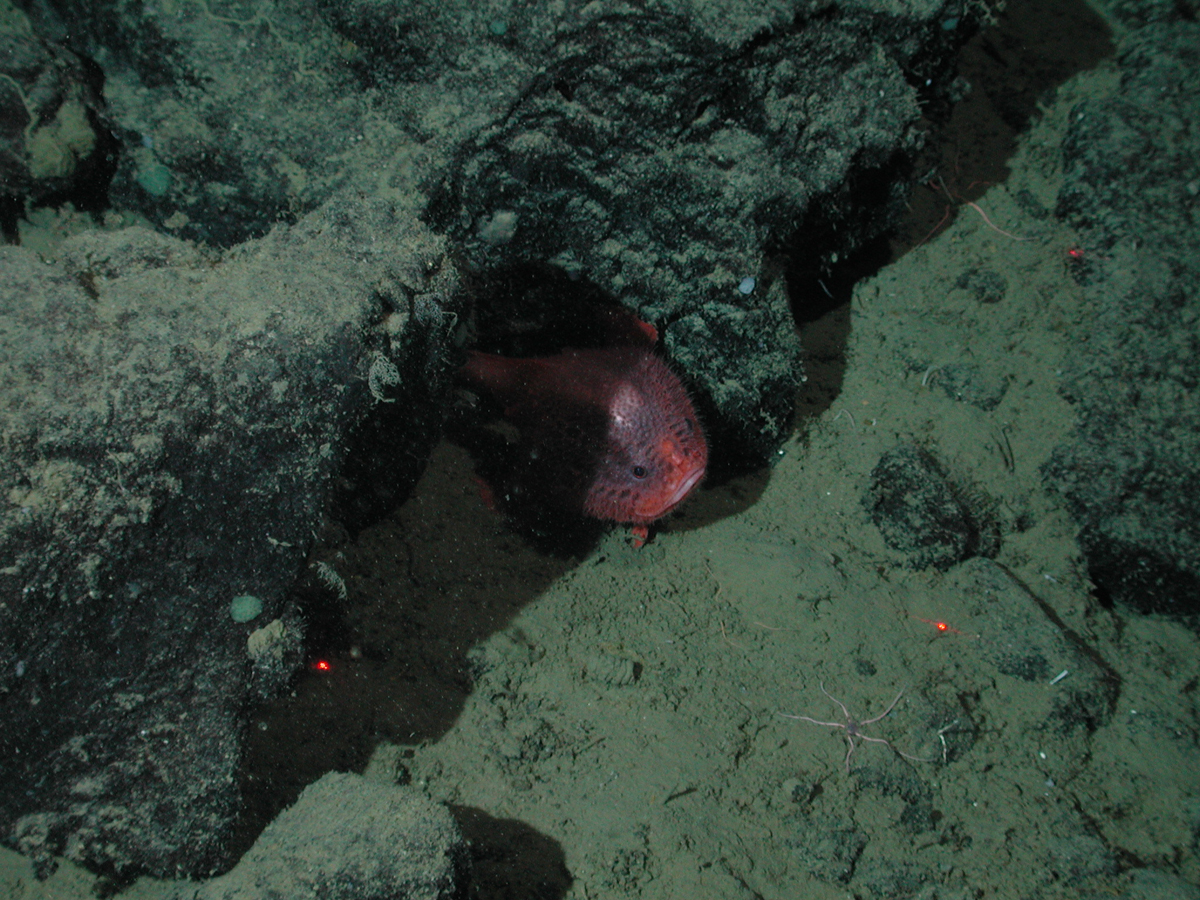
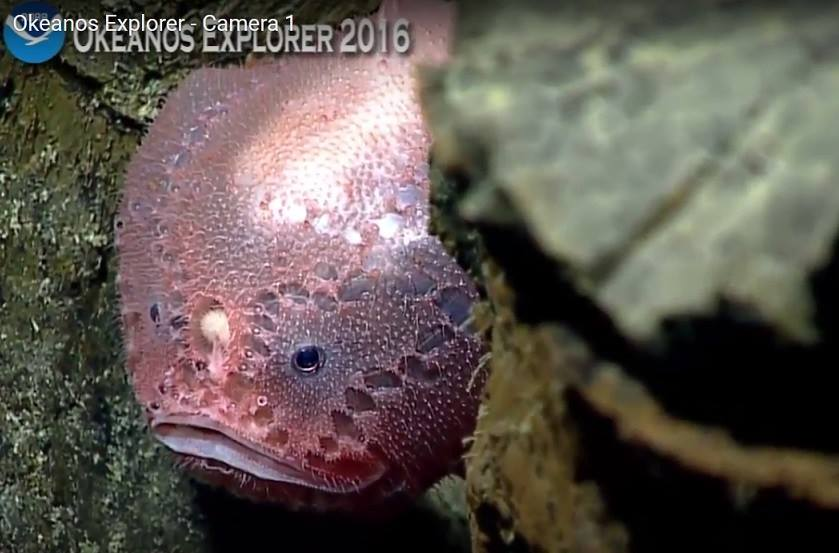